# Eli Creek
Eli Creek ist ein Bach auf K’gari im australischen Bundesstaat Queensland.
Er führt pro Stunde vier Millionen Liter Trinkwasser in den Pazifik. Eli Creek entspringt im Inneren der Insel fünfeinhalb Kilometer nordwestlich vom Maheno Wrack und mündet fünf Kilometer nördlich vom Happy Valley ins Meer.
Eli Creek ist ein beliebter Platz zum Picknicken und Schwimmen. Ein Bretterweg führt durch Banksien und Schraubenbäume auf etwa drei Metern Höhe den Bach entlang.